# В пути
«В пути» (англ. Away We Go) — драматическая комедия Сэма Мендеса. Сценарий фильма написала супружеская пара, Дэйв Эггерс и Виндила Вида. Главные роли в фильме исполняют Джон Красински, Майя Рудольф, Эллисон Дженни, Джефф Дэниэлс и Мэгги Джилленхол.

## Сюжет
В фильме рассказывается о молодой паре, путешествующей по США в поисках идеального места для создания собственной семьи.
Верона и Берт навещают друзей, уже ставших родителями и все больше разочаровываются в семьях. Верона рассказывает мужу историю о своем детстве и о гибели родителей. И они решают навестить памятное место, заброшенный дом родителей Вероны, где осознают, что это место для их будущего счастья.

## В ролях
- Джон Красински — Берт Фарландер
- Майя Рудольф — Верона Де Тессан
- Эллисон Дженни — Лили
- Джефф Дэниэлс — Джерри Фарландер
- Мэгги Джилленхол
- Крис Мессина — Том Гарнетт
- Кэтрин О’Хара — Глория Фарландер
- Пол Шнайдер — Кортни Фарландер
- Мелани Лински — Мунк Гарнетт

## Создание фильма
Предыдущими названиями фильма были «Это должно быть то самое место» (англ. This Must Be The Place) и «Дальнепроходцы» (англ. Farlanders).